# ITA Airways
ITA Airways, oficialment ITA - Italia Trasporto Aereo, és una companyia, en la seva totalitat propietat del Ministeri Italià d'Economia i Finances, que opera en el sector del transport aeri. Va ser creada el 2020 pel Govern italià com a nova aerolínia nacional per reemplaçar Alitalia a partir d'octubre del 2021. Va iniciar els vols el 15 d'octubre del 2021. Malgrat diversos mitjans ho van presentar com un canvi de nom, ITA havia adquirit el compromís d'operar com una companyia diferenciada d'Alitàlia.

## Inici de la companyia
Alitalia va entrar en números vermells als anys 90, principalment per l’auge de les companyies de baix cost i les poques inversions en les rutes de llarg radi. També van fallar acords per fusionar-se amb altres aerolínies i aleshores el Govern italià va intervenir, destinant en les últimes dècades uns 10.000 milions d’euros per mantenir-la a recer de la fallida. El decret-llei n.18 de 17 de març de 2020, autoritzava la constitució d'una nova societat pública per al sector. El plans inicials del govern italià per posar en marxa ITA, la companyia que l'havia de substituir, apuntaven a l'abril del 2021, abans de l'estiu, però les llargues i difícils discussions amb la Comissió Europea (CE) van obligar a endarrerir-ho. A finals de maig van arribar a un punt de clarificació dels aspectes requerits per tal d'assegurar la discontinuïtat econòmica d'ITA respecte a Alitalia. La qüestió de fons era que la nova empresa havia de comptar amb fons públics procedents de la CE i, precisament, Alitalia n'havia fet un mal ús. El 15 de juliol del 2021 el Ministeri d'Economia Italià anunciava haver arribat a una «solució constructiva i equilibrada». Un dels compromisos del govern italià amb Brussel·les va ser de no injectar més de 1.350 milions d'euros en el capital de la nova companyia fins al 2023, 700 dels quals correspondrien a l'any 2021. Un altre va ser que, a l'inici de les operacions, la companyia successora d'Alitalia sols podria disposar del 43% dels slots que aquesta tenia a l'Aeroport de Roma-Fiumicino i del 85% en el cas de l'Aeroport de Milà-Linate.
Un cop finalitzat el procediment d'oferta pública de la marca Alitalia, que havia sortit a subhasta per 290 milions d'euros, la nova empresa ITA va comprar la marca i el domini www.Alitalia.com per tan sols 90 milions. L'adquisició tenia l'objectiu de gestionar la transició al nou esquema i reservar el dret a l'ús futur de la marca per tal que cap altre operador pogués usar-la. El nou disseny corporatiu es basa en el color blau, "símbol de la unitat i l'orgull del país, de l'esport i de la selecció italiana" en paraules del seu president, Alfredo Altavilla.
Pel que fa al personal, ITA va començar amb una plantilla de 2.800 empleats procedents d'Alitalia, que en aquell moment en tenia 10.500, si bé el seu pla de negoci preveia augmentar-la posteriorment fins a arribar al màxim total d'uns 5.750 empleats l'any 2025.

## Primers vols, flota i rutes
El primer vol d'ITA va ser l'AZ1637, que es va enlairar de Milà a les 6.20 del divendres 15 d'octubre, en direcció a Bari, on va arribar a les 7.39, amb 6 minuts d'avanç sobre l'horari previst. El que es va considerar vol inaugural fou el xàrter servit per un A320 amb el distintiu “ITA. Born in 2021” en el fuselatge, que va portar l'equip de l'Inter de Milà des de Milà-Malpensa a Roma-Fiumicino, i en el que també va viatjar el president d'ITA. Alguns mitjans van destacar el primer vol que es va enlairar des de l'aeroport romà de Fiumicino, a les 8.00 hora local, amb destinació Milà. En el primer dia, la nova companyia operaria 191 vols, 24 nacionals i 56 internacionals.
ITA Airways va començar amb 52 avions procedents d'Alitalia, 7 de fuselatge ample i 45 de fuselatge estret. El 2022 la flota prevista hauria de créixer amb 78 aparells, 26 dels quals serien nous, i progressivament incorporar aeronaus de nova generació, que el 2025 representarien un 75% del total. Un acord de lísing amb la societat Air Lease Corporation proporcionarà a ITA Airways 31 Airbus de nova generació entre la segona meitat de 2022 i principis de 2025. Per altra banda, també té signat un memoràndum d'entesa amb la pròpia Airbus per a la compra de 28 avions: 10 del model A330neo per a llarga distància, 10 de l'A320 de mitjà abast i 7 de la versió millorada d'aquest, l'A320neo.
D'entrada, l'aerolínia volava a 44 destinacions amb 59 rutes, preveien créixer fins a 74 destinacions amb 89 rutes el 2025.